# Еміль Веркен
Еміль Веркен (9 лютого 1903) — бельгійський хокеїст на траві і спортсмен.